# Turac becnegre
El turac becnegre (Tauraco schuettii) és una espècie d'ocell de la família dels musofàgids (Musophagidae) que habita la selva humida de la República Democràtica del Congo, nord d'Angola i zones limítrofes de laRepública Centreafricana, el Sudan del Sud, Uganda, Kenya, Tanzània, Ruanda i Burundi.